# Juqueri
Juqueri (FO 1943: Juquery) foi a antiga denominação do município de Mairiporã, localizado no estado de São Paulo. Em 1934, passou a ser formado pelo distrito de Franco da Rocha, e em 1938, pelo distrito de Caieiras, desmembrado deste. Em 1944, os distritos de Franco da Rocha e de Caieiras passaram a formar o novo município de Franco da Rocha, e em 1948, o Juqueri foi, oficialmente, renomeado para Mairiporã.

## Etimologia
O topônimo "Juqueri" originou-se da língua paulista. Existem duas origens possíveis, podendo ser proveniente do tupi yu-ker-i-y, que significa "o rio do espinheiro que dorme, propenso a dormir", em alusão às folhas do juqueri, que, quando tocadas, se deitam, ou de îukeri, termo do tupi que designa as plantas do gênero Mimosa.

## História
O povoamento de origem europeia da região começou com pequenos núcleos nas cercanias da vila de São Paulo de Piratininga em fins do século XVI, como ligação entre o planalto e o sertão inexplorado. O primeiro nome do povoamento foi Nossa Senhora do Desterro de Juqueri, tendo sido elevado à categoria de vila em 1696. Em vista disso, administrativamente, Juqueri foi um distrito do município de São Paulo até 1880, quando passou a fazer parte da Província de Nossa Senhora da Conceição dos Guarulhos.
Em 1696 é constituído o povoado de Nossa Senhora do Desterro de Juqueri, palavra tupi que designa uma planta leguminosa, conhecida também como dormideira. No ano de 1783 passou a ser paróquia; a capela transformou-se em igreja e passou por diversas modificações (1841, década de 1940 e 1982). A última reforma descaracterizou o antigo templo, conservando apenas a torre. A vila de Juqueri adentrou o século XVIII como fonte de produtos agrícolas para São Paulo, chegando a produzir algodão e vinho para exportação. Não prosperou como outras localidades inseridas nas regiões das lavras de ouro e pedras preciosas, caracterizando-se como pouso de tropeiros que faziam o abastecimento das Minas Gerais.
Em 1769, a Câmara paulistana determinou a abertura de uma estrada entre Juqueri e São Paulo. O "Caminho de Juqueri" transformou-se mais tarde na Estrada Velha de Bragança. Antes distrito da capital (1874 a 1880) e de Nossa Senhora da Conceição de Guarulhos (1881 a 1888), se passando por freguesia em 1841, Juqueri voltou a ser município por meio da Lei Provincial 67, de 27 de março de 1889. Um ano antes da emancipação, a São Paulo Railway (Estrada de Ferro Santos-Jundiaí) construiu a Estação do Juqueri. Em 1898, o governo do estado inaugurou o Hospital-colônia de Juqueri para doentes mentais, dirigido pelo médico Francisco Franco da Rocha. A associação do nome de Juqueri ao hospital, causando confusão na entrega de correspondências e desconforto entre os juquerienses, criou um movimento para mudar o nome do município.
Em 1944, Juqueri sofre a sua primeira perda territorial, quando os distritos de Franco da Rocha - onde situava-se um dos mais célebres hospitais psiquiátricos do Brasil, o Hospital Psiquiátrico do Juqueri, o que fez com que a palavra "juqueri" se tornasse sinônimo de "loucura", ou de doença mental de forma geral - e Caieiras são desmembrados para compor o novo município de Franco da Rocha.

### Lista de prefeitos (incompleta)
| Prefeito                         | Partido | Vice-prefeito                 | Início do mandato     | Fim do mandato         | Observações                                      | Ref.   |
| Era Vargas (1930 – 1945)         |         |                               |                       |                        |                                                  |        |
| Antônio Pinto Barbosa            | —       | —                             | 31 de outubro de 1930 | 14 de abril de 1931    | Exonerado em 14 de abril de 1931.                | [ 10 ] |
| Norberto Ottoni de Carvalho      | —       | —                             | 1931                  | 30 de novembro de 1931 | Exonerado por decreto em 30 de novembro de 1931. | [ 11 ] |
| Francisco Galrão de França       | —       | —                             | 1931                  | —                      |                                                  |        |
| Norberto Ottoni de Carvalho      | —       | —                             | 1931                  | 27 de agosto de 1934   | Exonerado por decreto em 27 de agosto de 1934.   | [ 12 ] |
| José Benedicto Fagundes Marques  | —       | —                             | 1934                  | 1935                   | Exonerado por decreto em 1935.                   | [ 13 ] |
| Benedicto Fagundes Marques       | —       | —                             | 1935                  | 1944                   |                                                  |        |
| Ozilde de Albuquerque Passarella | —       | —                             | —                     | 10 de maio de 1946     | Exonerado por decreto em 10 de maio de 1946.     | [ 14 ] |
| Arlindo André Clauz              | —       | Benedicto de Oliveira e Silva | —                     | —                      |                                                  | [ 15 ] |

## Demografia

### População
| Crescimento população urbana | Crescimento população urbana | Crescimento população urbana | Crescimento população urbana |
| Censo                        | Pop.                         | %                            | Ref.                         |
| ---------------------------- | ---------------------------- | ---------------------------- | ---------------------------- |
| 1920                         | 9 098                        | -                            | [ 16 ]                       |
| 1934                         | 13 741                       | +51,03%                      | [ 17 ]                       |
| 1940                         | 24 851                       | +80,85%                      | [ 16 ]                       |
| 1950                         | 9 386                        | −62,23%                      | [ 16 ]                       |
| 1960                         | 12 801                       | +36,38%                      | [ 16 ]                       |